# 布魯諾·邁克·伊科西爾
布魯諾·邁克·伊科西爾(Bruno Michel Iksil)，受雇於美國摩根大通銀行首席投資辦公室交易員。因為信用違約掉期指數（CDS指數）失誤造成摩根大通銀行巨大虧損。
2012年5月10日摩根大通就預期為20億美元的交易損失報告英國監管機構「英國金融服務局」（Financial Services Authority，簡稱FSA）後，造成摩根大通盤前股價大跌7.7%。本季損失可能還要追加10億美元。

## 個人簡歷
伊科西爾為出生於法國的英國人，1991年畢業於巴黎中央理工學院獲得工程學位，曾在法國第二大银行那提西银行任職，後來進入摩根大通銀行位在倫敦首席投資辦公室成為唯一的交易商。首席投資辦公室主管是Ina Drew，去年收入為1千4百萬美元。
伊科西爾曾自詡像耶穌一樣能在水上行走，绰号佛地魔（Voldemort），或倫敦鯨，每週從巴黎住所到倫敦工作。。
2012年因為下注CDX IG 9失利，造成摩根大通銀行巨額虧損。

## 歷史違約交易事件
- 1991年7月5日國際商業信貸銀行因為非法借貸及內線交易宣告倒閉。
- 1995年霸菱銀行（Barling Bank）因為尼克·李森（Nick Leeson）在新加坡和東京股市交易市場為衍生性證券投資了賣出跨式，造成14億美金的損失，導致霸菱銀行的倒閉。
- 1996年前日本大和銀行紐約分行交易員井口俊英1996年12月16日，他被紐約地方法院判處四年有期徒刑及兩百萬美金的罰金。
- 1996年日本住友商事交易員浜中泰男因為隱報銅期貨市場交易26億元，被判刑8年。
- 2002年美國Allfirst Financial(後來賣給M&T Bank)交易員John Rusnack因為6億9千1百萬美元詐騙認罪，被判刑7年半。